# Frank Wanlass
Frank Marion Wanlass (* 17. Mai 1933 in Thatcher, Arizona; † 9. September 2010 in Santa Clara, Kalifornien) war ein US-amerikanischer Elektroingenieur. Er erfand zusammen mit Chih-Tang Sah die CMOS-Technik.

## Leben und Werk
Wanlass wuchs in Arizona und Utah auf und war im Koreakrieg beim Armeegeheimdienst. Er wurde 1962 an der University of Utah bei Henry Eyring in Physik promoviert und ging danach zu Fairchild Semiconductor. 1963 erfand er dort die CMOS-Technik, auf die er 1967 ein US-Patent bekam. Die Technik führte zu erheblich geringerem Stromverbrauch im Vergleich zu bipolaren Transistoren (in seiner damaligen Demonstration sechs Größenordnungen weniger, also eine Million Mal) und bildete die Basis für die Mehrzahl der späteren Transistoranwendungen in integrierten Schaltkreisen (zuerst in Digitaluhren). 1991 erhielt er dafür den Solid State Circuits Award.
Er verließ Fairchild 1964. Danach war er an verschiedenen Unternehmensgründungen beteiligt (Four Phase, Zytrex, Standard Microsystems). Ab 1970 lebte er in Kalifornien.
Er war in erster Ehe seit 1957 verheiratet und hatte aus dieser Ehe vier Kinder.